# Jeunesse communiste de Colombie
La Jeunesse communiste de Colombie (JUCO) (La Juventud Comunista Colombiana) créée le 1er mai 1951, est une organisation colombienne à caractère communiste, marxiste-léniniste et bolivarienne, liée au Parti communiste colombien. Il est membre de la Fédération mondiale de la jeunesse démocratique, dont ils sont les coordinateurs pour l'Amérique latine et les Caraïbes. Après avoir tenu son 17e congrès national, en mars 2023, l'ancien dirigeant Kevin Siza Iglesias, avocat en droit du travail, a été réélu secrétaire général. Le nouveau dirigeant est Étudiant de l'Association colombienne et des étudiants universitaires (ACEU),